# Generał-gubernatorstwo litewskie
Generał-gubernatorstwo litewskie (inaczej generał-gubernatorstwo wileńskie, kowieńskie i grodzieńskie) – generał-gubernatorstwo Imperium Rosyjskiego, istniejące od 30 października 1794 do 1 lipca 1912.
Siedziba władz generał-gubernatorstwa znajdowała się w Wilnie, w jego skład zasadniczo wchodziły trzy gubernie:
- wileńska (przejściowo litewska),
- kowieńska,
- grodzieńska (wcześniej słonimska).

Generał-gubernatorstwo litewskie wraz z guberniami: mińską, mohylewską i witebską tworzyło Kraj Północno-Zachodni, część Kraju Zachodniego, zwanego przez Polaków ziemiami zabranymi.

## Generał-gubernatorzy
Generał-gubernatorzy litewscy (generał-gubernatorzy wileńscy; generał-gubernatorzy wileńscy, kowieńscy i grodzieńscy):
- 1794-1798 – Nikołaj Repnin (Николай Васильевич Репнин)
- 1798-1799 – Borys de Lacy (Борис Петрович Де-Ласси)
- 1799 – Iwan Goricz (Иван Петрович Горич)
- 1799-1801 – Michaił Kutuzow (Михаил Илларионович Кутузов)
- 1801–1806 – Leontij Bennigsen (Леонтий Леонтьевич Бенигсен)
- 1806-1809 – Aleksander Rimski-Korsakow (Александр Михайлович Римский-Корсаков)
- 1809-1812 – Michaił Kutuzow, ponownie
- 1812-1830 – Aleksander Rimski-Korsakow, ponownie
- 1830–1831 – Matwiej Chrapowicki (Матвей Евграфович Храповицкий)
- 1831–1840 – Nikołaj Dolgorukow (Николай Андреевич Долгоруков)
- 1840–1850 – Fiodor Mirkowicz (Фёдор Яковлевич Миркович)
- 1850-1855 – generał adiutant, generał lejtnant Iwan Bibikow (Илья Гаврилович Бибиков)
- 1855 – maj 1863 – generał adiutant, generał lejtnant Władimir Nazimow (Владимир Иванович Назимов)
- maj 1863 – kwiecień 1865 – generał piechoty Michaił Murawjow (Михаил Николаевич Муравьёв)
- 17 kwietnia 1865 – październik 1866 – generał adiutant, generał inżynier Konstantin Kaufman (Константин Петрович фон Кауфман)
- 9 października 1866 – 2 marca 1868 – generał adiutant, generał lejtnant Eduard Baranow (Эдуард Трофимович Баранов)
- 28 lutego 1868 – lipiec 1874 – generał adiutant, generał lejtnant Aleksandr Potapow (Александр Львович Потапов)
- 22 lipca 1874 – 18 maja 1880 – generał lejtnant (od 16 kwietnia 1878 generał kawalerii) Piotr Albiedinski (Пётр Павлович Альбединский)
- 1880–1884 – generał inżynier, generał adiutant Eduard Totleben (Эдуард Иванович Тотлебен)
- 1884–1893 – generał Iwan Kochanow (Иван Семенович Каханов)
- 1893–1897 – generał Piotr Orżewski (Пётр Васильевич Оржевский)
- 1897–1901 – generał adiutant, generał piechoty Witalij Trocki (Виталий Николаевич Троцкий)
- 1902–1904 – генерал Piotr Swiatopołk-Mirski (Пётр Дмитриевич Святополк-Мирский)
- 1904–1905 – generał piechoty Aleksandr Freze (Александр Александрович Фрезе)
- 1905 – 17 marca 1909 – generał lejtnant Konstantin Krzywicki (Константин Фадеевич Кршивицкий)